# Late Show (programma radiofonico)
Late Show è una trasmissione radiofonica in onda su Rai Radio Due.
Il programma va in onda dal lunedì al venerdì dalle 21 alle 24 dal Centro di produzione Rai di Corso Sempione a Milano

## Il programma
La prima puntata di Late Show è andata in onda sabato 14 settembre 2019.
Il programma propone una lettura satirica e irriverente dei principali fatti della settimana attraverso un commento ironico dell'attualità e diverse rubriche: Promossi&bocciati, Bellavita (rubrica di gossip), Piange miseria (sostegno ad artisti in difficoltà), Macchina della verità (svelamento delle fake news della settimana), Segreteria telefonica, TG Sagre e tante altre.
In ogni puntata vengono intervistati degli ospiti tra i protagonisti della tv, dello sport e del giornalismo. Tra i personaggi che sono stati ospiti al Late Show: Albano, Francesca Michielin, Beppe Severgnini, Max Pezzali, Oscar Farinetti, Donato Carrisi, Elena Linari, l'astrologo Simon and the stars, Dan Peterson,  Iva Zanicchi, Carlo Verdone, Edoardo Ferrario, Aldo Giovanni e Giacomo, Vincenzo Salemme e tanti altri...
Nel corso della puntata gli ascoltatori possono interagire con il programma attraverso telefonate e messaggi.

## Squadra
Il programma è condotto da Davide D'Addato, Luca Restivo e Federico Vozzi: sono arrivati a Rai Radio Due nell'estate del 2019 con il programma I rimandati in diretta dal lunedì al sabato dalle 18 alle 20.
Per sei stagioni Davide D'Addato, Luca Restivo e Federico Vozzi hanno scritto, presentato e curato De gustibus su Radio Popolare. Il programma è nato nel pomeriggio del sabato per poi trasferirsi in diretta il lunedì sera dalle 20 alle 21.30. Su Radio Popolare hanno seguito diversi eventi in chiave ironica e satirica come la finale di UEFA Champions League del 2016, tre edizioni del Festival di Sanremo e la finalissima dell'Eurovision Song Contest. Il programma è stato presente per due anni alla manifestazione internazionale Radio City.
La curatrice di Late Show è Giulia Laura Ferrari, in redazione Fabio La Starza, la regia è di Carlo Piantoni.

## Eventi speciali
Il programma è andato in onda dalle 18 alle 20 nel periodo natalizio tra dicembre 2019 e gennaio 2020 e per tutta l'estate del 2020 con il nome di Caterpillar Estate.
Il 16 febbraio 2020 il programma è andato in onda dagli storici studi Rai di via Asiago a Roma.